# Jerry West
Jerry Alan West (Chelyan, Zapadna Virginia, 28. svibnja 1938. – Los Angeles, 12. lipnja 2024.) bio je američki profesionalni košarkaš. Igrao je na poziciji razigravača ili bek šutera. Izabran je u 1. krugu (2. ukupno) NBA drafta 1960. od strane Los Angeles Lakersa. U svojoj četrnaestogodišnjoj NBA karijeri je ostvario mnoge velike uspjehe. Igravši za Los Angeles Lakerse je osvojio jedan NBA prsten, jedanput je proglašavan najkorisnijim igračem NBA finala te je jedanput proglašen najkorisnjijim igračem NBA All-Star utakmice. West je četrnaesterostruki NBA All-Star, dvanaest puta je izabran u All-NBA momčad i četiri puta u All-Defensive momčad. 
Prije profesionalne karijere, West je pohađao sveučilište Zapadna Virginia, koje je odveo do finala NCAA prvenstva gdje je njegova momčad poražena, a on je unatoč porazu proglašen najkorisnjiim igračem utakmice. West je jedini igrač u povijesti NBA lige koji je tijekom jedne serije doigravanja prosječno postizao čak 46.3 poena te je jedini igrač koji je unatoč porazu njegove momčadi u NBA finalu proglašen najkorisnijim igračem NBA finala. Ušao je u Kuću slavnih 1980. godine, a 1996. godine je uvršten na popis 50 najvećih igrača u povijesti NBA lige. Također, vjeruje se da je logo NBA lige dizajniran upravo po njegovom poznatom vođenju lopte, ali to nikada nije i službeno potvrđeno. Nadimak "Mr. Outside" je dobio po izvrsnom vanjskom šutu.
Nakratko je bio i trener. Trenirao je Los Angeles Lakerse tri sezone te je svake godine s njima ostvario doigravanje, uključujući i jedno finale Zapadne konferencije. U sezoni 1982./83. West je izabran za generalnog upravitelja Los Angeles Lakersa. Tijekom njegovog devetnaestogodišnjeg poslovanja, Lakersi su osvojili čak sedam NBA naslova, a 2002. godine je preuzeo mjesto generalnog upravitelja Memphis Grizzliesa. Godine 2004. je Grizzliese odveo do prvog doigravanja u povijesti franšize, a za svoj doprinos West je nagrađen dvjema nagradama za izvršnog direktora godine, 1995. s Lakersima i 2004. godine s Grizzliesima.

## Rani život
West je rođen kao peto od šestero djece majke Cecil Sue West i oca Howarda Stewarta Westa. West je od malih nogu bio sramežljiv te je odrastao u siromašnoj obitelji koji ju prehranjivao njegov otac, dok mu je majka bila kućanica. Većinu svog vremena West je provodio kod prijatelja kod kojeg je vježbao svoj šut. Četiri godine West je pohađao srednju školu u East Banku. Tijekom svoje prve godine često je sjedio na klupi zbog manjka tjelesne težine i visine. Međutim s vremenom tadašnji trener momčadi uvdio je Westove kvalitete ponajviše njegovu sjajnu kondiciju i dobru igru u obrani. Ubrzo je West postao kapetanom momčadi te je preko ljeta 1953. godine narastao do 1,83 m što je uvelike pomoglo u njegovoj igri. U to dobra igravši na poziciji niskog krila, West se nametnuo kao jedan od najuspješnijih srednjoškolskih igrača. U razdoblju od 1953. do 1956. godine, West je četiri puta biran u All-State momčad te je 1956. ponio titulu za najboljeg igrača godine u Zapadnoj Virginiji. Postao je najmlađi srednjoškolski igrač koji je u jednoj sezoni postigao 900 poena, prosječno postižući 32.2 poena. Njegov učinkoviti skok šut s distance postao je njegovim zaštitnim znakom kojeg je često koristio. Te iste godine odveo je momčad do državnog naslova.

## Sveučilište
Nakon srednje škole, za Westa je bilo zainteresirano čak 60 sveučilišta. Ipak West je odlučio pohađati sveučilište Zapadna Virginia u gradu Morgantownu. U svojoj freshman sezoni West je momčadi pomogao ostvariti omjer 17-0. Prosječno je postizao 17.8 poena i 11.1 skokova uz šut iz igre od 49.6%. Te izvedbe donijele su mu mnoge nagrade od kojih su All-American treća petorka, All-Southern Conference prva petorka, Southern Conference Tournament najkorisnjii igrač i All-Southern Conference Tournament prva petorka. Mountaineers su sezonu završili s omjerom 26-2 te su ispali u završnici natjecanja od Sveučilišta Mannhatan.
Iduće sezone West je bio još uspješniji. Prosječno je postizao 26.6 poena i 12.3 skokova te je izjednačio rekord NCAA natjecanja u pet utakmica serije kada je postigao ukupno 160 poena, tj. 32 poena po utakmici. Također u svim utakmicama predvodio je svoju momčad u poenima i skokovima, uključujući 28 poena i 10 skokova u porazu 71:70 u finalu NCAA prvenstva od sveučilišta Kalifornija. Proglašen je najkorisnjim igračem završnice NCAA prvenstva te je ostvario mjesto u All-American momčadi i osvojio je nagrade "Southern Conference" za igrača i sportaša godine te "Southern Conference Tournament" za najkorisnijeg igrača natjecanja. Kasnije je izabran u američku reprezentaciju za sudjelovanje na Američkim prvenstvima gdje je osvojio zlatnu medalju. 
Kao dokaz njegove čvrstine, West je u utakmici sa sveučilištem Kentucky slomio nos i unatoč tome što mu je nos krvario i što je otežano disao, u drugom poluvremenu utakmice postigao je 19 poena te je odveo svoju momčad do pobjede. U svojoj zadnjoj sezoni na sveučilištu West je prosječno postizao 29.3 poena i 16.5 skokova uz šut iz igre od 50.4%. Kao i svake godine West je osvojio brojne nagrade, a najbolju utakmicu sezone odigrao je protiv sveučilišta Virginia kada je postigao 40 poena i sakupio 16 skokova. Na svojoj zadnjoj godini sveučilišta, West je ostvario 30 double-double učinaka i 15 utakmica s 30+ poena. Tijekom svoje sveučilišne karijere West je postigao 2 309 poena i 1240 skokova što u prosjeku iznosi 24.8 poena i 13.3 skokova po utakmici te drži 12 sveučilišnih rekorda. Nakon sveučilišta zajedno s Oscarom Robertsonom odveo je reprezentaciju do zlatne medalje na Olimpijskim igrama u Rimu 1960. godine.

## NBA karijera

### Početci (1960. – 1964.)
Izabran je kao drugi izbor NBA drafta 1960. od strane Los Angeles Lakersa. Upravo te godine, Lakersi su preselili u Kaliforniju te su postali Los Angeles Lakersi, a West je postao prvi izabrani igrač prvog kruga u povijesti nove franšize. West se pridružio sjajnoj momčadi koju je predvodio kapetan Elgin Baylor. Momčad je imala sjajne bekove i krila, ali je bila slaba baš na onoj važnoj poziciji centra na kojoj je kod Celticsa dominirao Bill Russell. Na početku West se i nije snašao u novom okruženju jer je on bio samac, a od suigrača je dobio nadimak "Tweety Bird" zbog svog viskog i dijetinjastog glasa. Govorio je s čudnim naglaskom te je također zaradio još jedan nadimak "Zeke from Cabin Creek". Međutim West se uklopio u novo okruženje te je i trenera i svoje suigrače iznenadio sjajnom igrom u obrani te radnom navikom koju je sjajno koristio u igri. U prvoj sezoni West je prosječno postizao 17.6 poena, 7.7 skokova i 4.2 asistencija. Poečo je dobivati sve više minuta što je na kraju rezultiralo prosjekom od 35.4 minuta po utakmici te je postao drugi strijelac momčadi iza Elgina Baylora. NBA komentatori prokomentirali su igru Lakersa koji su imali "Mr. Insidea" (Elgin Baylor) i "Mr. Outsidea" (Jerry West). Te sezone West je ostvario svoj prvi od četrnaest nastupa na All-Star utakmici. 
West je pomogao momčadi ostvariti 36 pobjeda nasuprot 25 prethodne sezone, te su Lakersi ostvarili doigravanje. U prvom krugu svladali su Detroit Pistonse u pet utakmica, ali su potom u finalu Zapada izgubili od St. Louis Hawksa u sedam utakmica. U Westovoj drugoj sezoni, Baylor je dobio poziv u američku vojsku te je za Lakerse mogao odigrati samo 48 utakmica. Međutim West je preuzeo mjesto vođe momčadi te je prosječno postizao 30.8 poena, 7.9 skokova i 5.4 asistencija. West je tada postao poznat po zabijanju važnih koševa te je od Chicka Hearna dobio nadimak "Mr. Clutch". Lakersi su ostvarili 54 regularnih pobjeda te su u finalu Zapada pobijedili Pistonse 4-2. U NBA finalu susreli su se s Boston Celticsima koje je predvodio Bill Russell. Nakon dvije utakmice rezultat serije bio je 1-1. U trećoj utakmici u Los Angelesu West je pogodio koš za izjednačenje utakmice na 115:115. U idućem napadu Sam Jones izvodio je loptu sa strane, koju je West tri sekunde prije kraja ukrao te ju položio u koš sa zvukom sirene. Međutim Celticsi su izjednačili seriju u šestoj utakmici na 3-3 te se odluka o prvaku donosila u sedmoj utakmici. Većinu sedme utakmice Lakersi su zaostajali, ali su u zadnjim trenutcima utakmice West i Frank Selvy pogodili ključne poene kojima u izjednačili utakmicu na 100:100. Ubrzo nakon toga Sely je imao otvoren šut prema košu kojim bi Lakersi osvojili prvi naslov nove franšize, ali je lopta završila na obruču te je utakmica otišla u produžetak. Sam Jones donio je pobjedu Celticsima 110:107 te osvajanje još jednog NBA naslova. Po mnogim novinarima upravo je tada počelo jedno od najvećih rivalstava u NBA, zbog kojeg su West i Baylor doživjeli mnogo frustracija.
U sezoni 1962./63. West je prosječno postizao 27.8 poena, 7.0 skokova i 5.6 asistencija te je izabran na All-Star utakmicu i u All-NBA prvu petorku. Međutim odigrao je samo 55 utakmica te je zadnjih sedam tjedana sezone propustio zbog ozljede noge. Lakersi su došli do finala te su se ponovno susreli s Celticsima. S neoporavljenim Westom, Baylor se nije mogao nositi s obranom Celticsa te je nakon pet utakmica rezultat serije bio 3-2. U šestoj utakmici Celticsi su deklasirali Lakerse te su pobijedili rezultatom 112:109 i osvojili još jedan NBA naslov. Nakon utakmice, razigravač Celticsa, Bob Cousy uzeo je loptu i bacio je visko u gledalište L.A. Sports Arene. U sezoni 1963./64. West je po prvi puta predvodio Lakerse u poenima te je prosječno postizao 28.7 poena nasuprot Baylorovih 25.4 zbog problema s koljenom. Lakersi su se mučili tijekom cijele sezone te su ostvarili 42 pobjede te su bili poraženi u prvom krugu doigravanja od strane Hawksa.

### Vođa Lakersa (1964. – 1968.)
U sezoni 1964./65. West je prosječno postizao 31 poena po utakmici, a jedino je Wilt Chamberlain bio bolji. Nakon završetka sezone s omjerom 49-33, Lakersi su u finala Zapadne konferencije igrali s Baltimore Bulletsima. Međutim Baylor je ozlijedio koljeno te je njegovo mjesto morao zauzeti upravo West koji je svojom brzinom u prvoj utakmici postigao 49 poena te iznenađujuće odveo Lakerse do pobjede. U drugoj utakmici West je bio nezaustavljiv te je s 52 poena predvodio Lakerse do pobjede 118:115. Iduće dvije utakmice Bulletsi su igrali na domaćem terenu te su, unatoč Westovim sjajnim igrama i 44 poena u trećoj te 48 u četvrtoj utakmici, odnijeli pobjedu u oba susreta. U odlučujućoj petoj utakmici West je postigao 42 poena te je odveo momčad do pobjede 117:115. Lakersi su tu seriju završili u šest utakmica, a West je tijekom te serije prosječno postizao 46.3 poena po utakmici čime je postao jedini igrač u povijesti NBA lige kojem je to uspjelo. Jedini koji mu se ikad približio bio je Michael Jordan koji je tijekom NBA finala 1993. prosječno postizao 41 poena. U finalu čekali su ih stari rivali Boston Celticsi koji su i ovaj puta potvrdili svoju dominaciju pobjedom nad Lakersima u pet utakmica. U prvoj utakmici K.C. Jones zadržao je Westa na samo 26 poena, a u drugoj utakmici West je postigao 45 poena, ali ni to nije bilo dovoljno za izjednačenje serije. Treća utakmica pripala je Lakersima zahvaljujući Westu koji je postigao 49 poena i odveo momčad do pobjede. Četvrta i peta utakmica pripala je Celticsima koji su time osvojili još jedan NBA naslov. West je doigravanje završio s prosjekom od 40.6 poena po utakmici.
U sezoni 1965./66. West je odigrao možda i najbolju sezonu u karijeri. Prosječno je postizao 31.3 poena, 7.1 skokova i 6.1 asistencija. Izabran je na All-Star utakmicu i u All-NBA prvu petorku. Lakersi su sezonu završili s 45 pobjeda te su u finalu Zapadu u sedam utakmica svladali St. Louis Hawkse. U NBA finalu susreli su se s Boston Celticsima. Nakon šest utakmica rezultat serije bio je izjednačen na 3-3. U sedmoj utakmici West i Baylor su šuterski zakazali te su Celticsi ponovno odnijeli pobjedu u NBA naslov. U sezoni 1966./67. West je odigrao samo 66 utakmica regularnog dijela zbog ozljeda, ali je uspio prosječno postizati 28 poena, 5.9 skokova i 6.8 asitencija. Lakersi su sezonu završili s razočaravajućih 36 pobjeda te su prvom krugu doigravanja poraženi od San Francisco Warriorsa 3-0. Nakon kraja sezone tadašnji glavni trener Fred Schaus dobio je ostavku, a njegovo mjesto preuzeo je Butch Van Breda Kolff. 
U sezoni 1967./68. Van Breda Kollf je svojom sjajnom taktikom odveo Lakerse do 52 pobjeda u regularnom dijelu. West je zbog ozljeda odigrao samo 51 utakmicu u novo izgrađenom Forumu te je prosječno postizao 26.3 poena. Te sezone imao je ostvario je najniži prosjek poena od rookie sezone te je ostvario mjesto u All-NBA drugoj petorci. Lakersi su u doigravanju pobijedili Chicago Bullse i Warriorse te su još jednom ušli u NBA finale. Također i ovaj put na suparničkoj strani našli su se Boston Celticsi. U prvoj utakmici finala, West je pogodio samo 7 od 24 pokušaja što je rezultiralo porazom 107:101. Lakersi su uspjeli izjednačiti seriju na 2-2 kada je West u četvrtoj utakmici postigao 38 poena. Međutim u četvrtoj West je ozljedio zglob te ostatak serije nije odigrao punom snagom. Iako ozljeđen, West je u petoj utakmici postigao 35 poena, međutim to nije bilo dovoljno jer su Celticsi pobijedili s tri razlike. U šestoj utakmici John Havlicek je postigao 40 poena i donio pobjedu Celticsima i još jedan NBA naslov. Nakon utakmice West je komentirao kako su Lakersi trebali pobijediti u prvoj i petoj utakmici da ostvare željeni cilj, a to je osvajanje NBA naslova.

### Dolazak Wilta Chamberlaina (1968. – 1971.)
9. srpnja 1968. Lakersi su napravili sjajnu zamjenu kojom su angažirali sjajnog centra Wilta Chamberlaina. U Philadelphiu su otišli Archie Clark, Darrall Imhoff i Jerry Chambers čime su Lakersi bili znatno oslabljeni na bekovskim pozicijama. Upravo to je zabrinulo trenera koji se bojao gubitka Gaila Goodricha i slabe pokrivenosti bekovskih pozicija s relativno lošom Westovom zamjenom Johnnyjem Eganom. Dok se West sjajno uklopio u novu taktiku momčadi, Elgin Baylor i Wilt Chamberlain stalno su bili u nekakvoj svađi. Chamberlain je osim lošeg odnosa s Baylorom, imao i loš odnos s glavnim trenerom zbog toga što je treneru smetao Chamberlainov ego i njegova sebičnost u igri koja je dolazila na vidjelo na treninzima. Chamberlain je uzvratio treneru nazvavši ga "najgorim i najglupljim trenerom ikad". Jednom prilikom Chamberlain je zamalo udario trenera da Baylor nije priskočio u pomoć. 
Ova situacija je utjecala i na Westa koji je prosječno postizao samo 25.9 poena te je izabran u All-NBA drugu petorku i All-Defensive momčad. Lakersi su sezonu završili s 55 pobjeda te su preko Hawksa i Warriorsa došli do šestog finala s Celticsima u osam godina. U prvoj utakmici West je postigao 53 poena te je odveo Lakerse do pobjede. Druga utakmica također je pripala Lakersima ponajviše zahvaljujući Westu koji je postigao 41 poen. U trećoj utakmici Russell je odlučio udvajati Westa što se pokazalo ključnim u pobijedi Celticsa. U četvrtoj utakmici Celticsi su vodili za jedan poen sedam sekundi prije kraja utakmice. Nakon što je Baylor stao na crtu lopta je došla u ruke Celticsa. Jones je poveo loptu i dodao Havliceku koji je pogodio koš za zvukom sirene i serija je bila izjednačena. U petoj utakmici Lakersi su uspjeli nadoknaditi zaostatak i pobijediti s 13 razlike. U toj utakmici West je postigao 39 poena, ali je istegnuo tetive koljena i tu ozljedu nije zaliječio do kraja serije. Šesta utakmica otišla je u korist Celticsa koji su pobijedili rezultatom 99:90, unatoč tome što je West postigao 26 poena. Međutim jedan od glavnih razloga pobjede bila je sjajna Russellova obrana na Chamberlainu kojeg je zadržao na samo 8 poena. Prije sedme utakmice vlasnik Lakersa Jack Kent Cooke postavio je 1000 balona ispred dvorane Lakersa, kao bi bili spremni za proslavu. Taj čin arogancije, potaknuo je Celticse na sjajnu igru koja se kasnije pokazala i na terenu. Lakersi su zaostajali cijelu utakmicu, te su u početkom četvrte četvrtine zaostajali 15 poena. Međutim sjajni West odvodi momčad do jednog poena zaostatka samo dvije minute prije kraja. Međutim većina izgubljenih lopti od strane Westa bile su kobne za Lakerse te su Celticsi pobijedili rezultatom 108:106, unatoč tome što je West ostvario triple-double postigavši 42 poena, 13 skokova i 12 asistencija. To je ujedno bio Russellov 11. NBA prsten kojim je postao najtrofejniji igrač, a West je odnio nagradu za najkorisnijeg igrača NBA finala, time postavši prvi dobitinik ove nagrade unatoč tome što je njegova momčad izgubila u NBA finalu. Nakon poraza West je bio smatran tragičnim herojem utakmice.
| „                                                                                       | Taj čovjek je lud! Bio je toliko samouvjeren da će lopta ući u koš i ušla je. | ” |
| — Walt Fraizer, o Westovom nevjerojatnom košu u trećoj utakmici NBA finala 1970. godine |                                                                               |   |

U sezoni 1969./70. pod novim trenerom Joeom Mullaneyom, Lakersi su doživjeli šok kada je Wilt Chamberlain ozlijedio koljeno i bio nedostupan do kraja sezone. West je preuzeo ulogu vođe momčadi te je prosječno postizao 31.2 poena, 4.6 skokova i 7.5 asistencija po utakmici te je izabran u All-NBA i All-Defensive prvu petorku. Lakersi su sezonu završili s 46 pobjeda te su preko Phoenix Sunsa u sedam i Hawksa u četiri utakmice došli do NBA finala. U NBA finalu po prvi puta čekali su ih New York Knicksi. Nakon dvije utakmice serija je bila izjednačena na 1-1, ponajviše zahvaljujući centru Knicksa Willisu Reedu i centru Lakersa Wiltu Chamberlainu. U trećoj utakmici Dave DeBusschere je tri sekunde prije kraja postigao koš kojim je povećao vodstvo Knicksa na 102:100. Budući da Lakersi nisu imali time-outa na raspolaganju, Chamberlian je ubacio loptu u igru dodavši je Jerryju Westu. West ju je u trku izbacio s otprilike 19 metara te je lopta nevjerojatno ušla u koš podigavši publiku na noge. Poslije utakmice, igrač Knicksa, Walt Frazier prokomentirao je:„ Taj čovjek je lud! Bio je toliko samouvjeren da će lopta ući u koš i ušla je.“ Taj koš kasnije je proglašen jednim od najboljih koševa u povijesti NBA lige, a jer tada nije bila uvedena trica, koš je samo izjedančio utakmicu i poslao ju u produžetak. U produžetku, West je iskrenuo zglob lijeve ruke te je promašio svih pet upućenih šuteva te su Knicksi pobijedili s tri razlike. U četvrtoj utakmici West je postigao 37 poena i 18 asistencija te je odveo momčad do pobjede i izjednačenja serije na 2-2. U petoj utakmici West je doživio velike frustracije kada je prekršaja od strane Willisa Reeda istegnuo mišić. Unatoč tome što su Lakersi ima dvoznamenkasto vodstvo, u drugom poluvremenu izgubili su čak 19 lopti što je odvelo do poraza 107:100. Ova izvedba Knicksa, proglašena je jednom od najboljih povrataka u povijesti NBA lige. U šestoj utakmici Lakerse su predvodili Chamberlain s 45 i West s 31 poenom i 13 asistencija do pobjede 135:113. Prije sedme utakmice Lakersi su bili glavni favoriti za osvajanje naslova. U sedmoj utakmici West ne zaliječen od ozljeda, nije pružio najbolje igre, a povratnik u momča Knicksa, Reed postigao je prvih četiri poena u utakmici potaknuvši suigrače na jednu od najvećih pobjeda i osvajanje NBA naslova. S ozlijeđenim rukama, West je postigao samo 9 od 19 upućenih šuteva, dok je njegov protivnik iz Knicksa, Wal Frazier, postigao 36 poena i 19 asistencija.
U sezoni 1970./71. Lakersi su potpisali Gaila Goodricha koji se vratio iz Phoenix Sunsa. Kao 32-godišnjak West je prosječno postizao 27.9 poena, 4.6 skokova i 9.5 asistencija. Lakersi su sezonu završili s 46 pobjeda u regularnom dijelu te su ostvarili doigravanje. Nakon što je Baylor ozlijedio Ahilovu tetivu i završio igračku karijeru, West je ozlijedio koljeno te je bio nedostupan do kraja sezone. U finalu Zapada, Lakersi su izgubili u pet utakmica od kasnijih prvaka Milwaukee Bucksa koje su predvodili Kareem Abdul-Jabbar i Oscar Robertson.

### Uspjeh i zalazak karijere (1971. – 1974.)
U sezoni 1971./72. West se sučelio sa stalnim ozljedama i mogućim umirovljenjem. Međutim tada su Lakersi na mjestu glavnog trenera angažirali bivšeg igrača Celticsa, Billa Sharmana. Iako je kapetan momčadi Elgin Baylor zbog ozljede završio karijeru, Lakersi su odigrali sezonu za povijest. Uz Sharmanovu sjajnu ofezivnu taktiku, Lakersi su ostvarili 33 uzastopne pobjede, sezonu završiviši s omjerom 69-13. Te sezone West je prosječno postizao 25.8 poena i 9.7 asistencija. Sezonu je završio s nastupom na All-Star utakmici gdje je osvojio nagradu za najkorisnijeg igrača utakmice te je izabran u All-NBA i All-Defensive prvu petorku. U prvom krugu doigravanja Lakersi su s lakoćom pobijedili Chicago Bullse rezultatom 4-0, a u polufinalu svladali su Milwaukee Buckse u šest utakmica. U NBA finalu 1972. Lakersi su se ponovno susreli s New York Knicksima. U prve dvije utakmice, West je pretrpio tešku šutersku krizu, ali je nasreću serija bila izjednačena na 1-1. U trećoj utakmici West je postigao 21 poen te je odveo svoju momčad do pobjede ujedno ostvarivši 4 002 poena u doigravanju čime je postao najbolji strijelac doigravanja u povijesti. Nakon sjajne Chamberlainove izvedbe u četvrtoj, West je u petoj utakmici postigao 23 poena i odveo svoju momčad do NBA naslova, ujedno njegovog prvog u dugogodišnjoj karijeri. Poslije utakmice izjavio je da je igrao razočaravajuće, ali je utjeha tomu osvojeni NBA prsten.
U sezoni 1972./73. Gail Goodrich je preuzeo brigu o poenima dok je West više razigravao suigrače. Prosječno je postizao 22.8 poena i 8.8 asistencija. Ponovno je izabran na All-Star utakmicu te u All-NBA i All-Defensive prvu petorku. Lakersi su sezonu završili s omjerom 60-22 te su ostvarili NBA finale. U prvoj utakmici finala, West je s 24 poena odveo momčad do pobjede 115:112. Međutim Knicksi su pobijedili u drugoj i trećoj utakmici te je serija bila pri rezultatu 2-1. U četvrtoj utakmici Knicksi s lakoćom odnose pobjedu, a u petoj utakmici, unatoč sjajnom Chamberlainu koji je postigao 23 poena i 21 skok, Knicksi pobjeđuju rezultatom 102:93 i osvajaju NBA naslov.
U sezoni 1973./74., kao 36-godišnjak, West je prosječno postizao 20.3 poena, 3.7 skokova i 6.6 asistencija. U dvijema novim statistikama, West je također ostvario sjajne brojke od 2.6 ukradneih lopti i 0-7 blokada. Unatoč tome što je ostvario samo 31 nastup, West je ostao sjajan te je ponovno ostvario nastup na All-Star utakmici te je izabran u All-NBA i All-Defensive prvu petorku. Lakersi su i bez Chamberlaina koji je završio karijeru uspjeli ostvariti 47 pobjeda međutim u doigravanju nisu uspjeli ostvariti neki veći uspjeh jer su svladani od strane Milwaukee Bucksa. Na kraju te sezone, West se odlučio povući iz profesionalne košarke te je karijeru završio kao najbolji strijelac Los Angeles Lakersa u povijesti.

### Trenerska karijera i generalni upravitelj
U sezoni 1976./77. West je postao trener Los Angeles Lakersa. U tri sezone, zajedno sa zvijezdom kluba Kareemom Abdulom-Jabbarom, odveo je momčad do omjera 145-101 i plasiranja u doigravanje svake sezone, a najveći uspjeh bio je 1977. godine kada su ostvarili finale Zapadne konferencije. Nakon trenerske karijere, ostao je u Los Angelesu gdje je radio kao skaut sve do početka sezone 1982./83. kada je postao generalni upravitelj Los Angeles Lakersa. Svojom vještinom izgradio je dinastiju Lakersa koju je predvodio Magic Johnson. Ta dinastija osvojila je četiri NBA naslova.
Nakon laganog pada West je izgradio novu momčad koja je također bila uspješna. Pod vodstvom trenera Dela Harrisa, momčad Lakersa predvođena Vladom Divcem i Nickom Van Exelom ostvarila je 48 pobjeda te je poražena u polufinalu Zapadne konferencije. Za taj uspjeh West je dobio nagradu za izvršnog direktora godine. 1996. West je mijenjano Divca za mladog i talentiranog Kobea Bryanta koji je zajedno sa Shaquileom O'Nealom u razdoblju od 2000. do 2002. godine osvojio tri NBA prstena.
Godine 2002. West je postao generalnim upraviteljem Memphis Grizzliesa. Svoju odluku napuštanja sjajne momčadi opravdao je željom za stvaranjem pobjedničke momčadi sa slabijim igračima. Njegovi rezultati nisu bili toliko sjajni kao u Lakersima, ali su ipak bili impresivni za slabiju momčad. S igračima poput Paua Gasola, Jamesa Poseya i Jasona Williamsa uz podršku trenera Hubiea Browna, koji je 2004. godine osvojio nagradu za trenera godine, stvorio je sjajnu franšizu koja je sezonu 2003./04. završila na šestom mjestu na Zapadu te ostvarila doigravanje po prvi puta u povijesti kluba. Te iste godine, West si je priskrbio drugu nagradu za izvršnog direktora godine, a 2007., u dobi od 69 godina, napušta mjesto generalnog upravitelja i odlazi u mirovinu prepustivši ga Chrisu Wallaceu iz Buckhannona.

## Američka reprezentacija
West je, još kao sveučilištarac, s američkom reprezentacijom nastupio na Olimpisjkim igrama u Rimu 1960. godine. Zajedno s Oscarom Robertsonom odveo je momčad do savršenog omjera i osvajanja zlatne medalje preko reprezentacije SSSR-a.

## Rekordi i postignuća karijere
West je tijekom svoje NBA karijere odigrao 932 utakmice, postigao 25.192 poena, 5.336 skokova i 6.328 asistencija, što u prosjeku iznosi 27 poena, 5.8 skokova i 6.7 asistencija po utakmici. Od umirovljenih igrača samo su Michael Jordan, Elgin Baylor i Wilt Chamberlain ostvarili bolji prosjek poena u karijeri od Westa. Sedam puta bio je najbolji strijelac Lakersa te se smatra jednim od najboljih "clutch" igrača, a jedino Jordan s 33.5 poena ima bolji prosjek u doigravanju nasuprot Westovih 29.1 poena. 1980. ušao je u Košarkašku Kuću slavnih, a 1983. godine Lakersi su umirovili njegov dres s brojem 44. Kao generalni upravitelj Lakersa, West je bio vrlo uspješan jer je pod svojim vodstvom stvorio dinastije predvođene Magicom Johnsonom, Kareemom Abdulom-Jabbarom i Jamesom Worthyem, te Kobeom Bryantom i Shaquilleom O'Nealom koje su pod vodstvom Pata Rileya odnosno Phila Jacksona ukupno osvojile sedam NBA naslova. Po izboru TV kuće ESPN, u ožujku 2008. godine objavljena je lista najboljih bekova u NBA povijesti, a West je zauzeo vrlo visoko treće mjesto. 
U ljeto 2000. godine, grad Morgantown u Zapadnoj Virginiji, u čast Jerryja Westa preimenovo je šetalište ispred sveučilišne dvorane West Virginia University Coliseum te ono danas nosi naziv "Jerry West Boulevard". Također 26. studenog 2005. sveučilište Zapadna Virginia, umirovila je Westov dres s brojem 44, a 17. veljače 2007. ispred sveučilišne dvorane postavljen je Westov bronačni kip. Uz to pretpostavlja se i da je upravo Westova prepoznatljiva silueta vođenja lopte na logu NBA lige iako to nikada nije i službeno potvrđeno.

## Privatni život
West je rođen kao peto od šestero djece majke Cecil Sue West i oca Howarda Stewarta Westa. West je od malih nogu bio sramežljiv te je odrastao u siromašnoj obitelji koji ju prehranjivao njegov otac, dok mu je majka bila kućanica. Bio je tako sitan i nizak da je primao vitamine kako bi se razvio te je izbjegavao bilo kakave sportove u strahu da se ne bi teško ozlijedio. Najviše ga je pogodila smrt njegova 22-godišnjeg brata, koji je poginuo u Korejskom ratu. Većinu svog djetinjstva proveo je upravo uz košarkašku loptu koja mu je bila najbolji prijatelj.  
1960. godine, West se vjenčao za svoju sveučilišnu ljubav Marthu Jane Kane te je njihov brak potrajao sve do 1976. kada su se odlučili rastati. Ovaj par ima tri sina Davida, Marka i Michaela. 1978. godine West se vjenčao za svoju sadašnju suprugu Karen s kojom ima dva sina Ryana i Jonniea. Jonnie je košarkaš kao i njegov otac te također nastupa za momčad sveučilišta Zapadna Virginia. Kao osoba West je često opisan kao sramežljiv i nemiran, a njegov sveučilišni cimer Jody Gardner, jednom prilikom je izjavio da West nije hodao s nijednom djevojkom cijelu prvu godinu na sveučilištu. Njegova prva žena izjavila je da kad je West imao neke probleme nikad joj se nije obratio unatoč tome što ga je ona pitala i pokušala pomoći. On joj je samo rekao da se makne te je otišao u smirujuće vožnje automobilom. Kasnije je i rekla da ju je to jednostavno "ubijalo" u njihovom braku. 
Međutim West je imao i dobrih osobina uključujući njegovu sjajnu mentalnu čvrstoću i radnu naviku koja mu je itekako pomogla u njegovoj karijeri. Čelnici NBA lige opisali su Westa kao obsesivnog perfekcionistu s velikim pouzdanjem i željom za pobjedom. Nakon svakog finalnog poraza, po riječima Chicka Hearna, West bio ostao sam u svlačionici i jednostavno se stopio sa svom tugom u prostoriji. Prije te sjajne sezone i osvajanja NBA naslova 1972. godine, Lakersi bi u Westovu čast održali večer s nazivom "Jerry West Night" na kojoj bi se pojavio jedanaesterostruki osvajač NBA naslova, Bill Russell, i održao govor u nadi da će i West jednog dana osvojiti NBA naslov. Njegove riječi bile su:„ Jerry ti si u svakom smislu riječi pravi prvak i kada bi mi se samo jedna želja ispunila, zaželio bi da ti budeš zauvijek sretan.“

## NBA statistika

### Igračka statistika

#### Regularni dio
| Godina    | Klub   | Odig. uta. | Uta. poč. | Min. | 2P%  | 3P%               | Sl. bac.% | Skok. | Asist. | Ukr. lop.       | Blok.           | Poena |
| --------- | ------ | ---------- | --------- | ---- | ---- | ----------------- | --------- | ----- | ------ | --------------- | --------------- | ----- |
| 1960./61. | Lakers | 79         |           | 35.4 | .419 | nisu bile uvedene | .666      | 7.7   | 4.2    | nisu se brojale | nisu se brojale | 17.6  |
| 1961./62. | Lakers | 75         |           | 41.2 | .445 | —                 | .769      | 7.9   | 5.4    | —               | —               | 30.8  |
| 1962./63. | Lakers | 55         |           | 39.3 | .461 | —                 | .778      | 7.0   | 5.6    | —               | —               | 27.1  |
| 1963./64. | Lakers | 72         |           | 40.4 | .484 | —                 | .732      | 6.0   | 5.6    | —               | —               | 28.7  |
| 1964./65. | Lakers | 74         |           | 41.4 | .497 | —                 | .821      | 6.0   | 4.9    | —               | —               | 31.0  |
| 1965./66. | Lakers | 79         |           | 40.7 | .473 | —                 | .860      | 7.1   | 6.1    | —               | —               | 31.3  |
| 1966./67  | Lakers | 66         |           | 40.5 | .464 | —                 | .878      | 5.9   | 6.8    | —               | —               | 28.7  |
| 1967./68. | Lakers | 51         |           | 37.6 | .514 | —                 | .811      | 5.8   | 6.1    | —               | —               | 26.3  |
| 1968./69. | Lakers | 61         |           | 39.2 | .471 | —                 | .821      | 4.3   | 6.9    | —               | —               | 25.9  |
| 1969./70. | Lakers | 74         |           | 42.0 | .497 | —                 | .824      | 4.6   | 7.5    | —               | —               | 31.2  |
| 1970./71. | Lakers | 69         |           | 41.2 | .494 | —                 | .832      | 4.6   | 9.5    | —               | —               | 26.9  |
| 1971./72. | Lakers | 77         |           | 38.6 | .477 | —                 | .814      | 4.2   | 9.7    | —               | —               | 25.8  |
| 1972./73. | Lakers | 69         |           | 35.7 | .479 | —                 | .805      | 4.2   | 8.8    | —               | —               | 22.8  |
| 1973./74. | Lakers | 31         |           | 31.2 | .447 | —                 | .833      | 3.7   | 6.6    | 2.6             | 0.7             | 20.3  |
| Ukupno    |        | 932        |           | 39.2 | .474 | —                 | .814      | 5.8   | 6.7    | 2.6             | 0.7             | 27.0  |
| All-Star  |        | 12         |           | 28.4 | .453 | —                 | .720      | 3.9   | 4.5    | —               | —               | 13.3  |

### Trenerska statistika
| Klub        | Godina    | Uta. | Pob. | Izg. | Pob.–Izg.% | Završetak                | Uta. vodio | Uta. pob. | Uta. izg. | Rezultat                        |
| ----------- | --------- | ---- | ---- | ---- | ---------- | ------------------------ | ---------- | --------- | --------- | ------------------------------- |
| L.A. Lakers | 1976./77. | 82   | 53   | 29   | .646       | 1. u Pacifičkoj diviziji | 11         | 4         | 7         | Poraz u konferencijskom finalu  |
| L.A. Lakers | 1977./78. | 82   | 45   | 37   | .549       | 4. u Pacifičkoj diviziji | 3          | 1         | 2         | Poraz u prvom krugu doigravanja |
| L.A. Lakers | 1978./79. | 82   | 47   | 35   | .573       | 3. u Pacifičkoj diviziji | 8          | 3         | 5         | Poraz u polufinalu doigravanja  |

## Vanjske poveznice
- Povijesni profil na NBA.com
- Igrački profil  Arhivirana inačica izvorne stranice od 16. kolovoza 2011. (Wayback Machine) na Basketball-Reference.com
- Trenerski profil  Arhivirana inačica izvorne stranice od 25. studenoga 2020. (Wayback Machine) na Basketball-Reference.com
- Hall of Fame profil na Hoophall.com
- Profil na sveučilištu